# Adejeania aurea
Adejeania aurea är en tvåvingeart som först beskrevs av Giglio-tos 1893.  Adejeania aurea ingår i släktet Adejeania och familjen parasitflugor. Inga underarter finns listade i Catalogue of Life.